# 官賤對決
《官賤對決》（英語：The Campaign）是2012年美國的一部喜劇電影。由威爾·法洛和查克·葛里芬納奇主演，2012年8月於美國上映。

## 劇情
北卡羅萊納州的美國眾議院議員坎姆·布萊帝（威爾·法洛飾）向來以能言善道聞名，已經代表民主黨連任數屆。誰知他因為婚外情事件，造成了一連串失態、失言風波，於是贊助坎姆的財團，竟然改為扶植一名共和黨新人馬帝·哈金斯（查克·葛利芬納奇 飾）來挑戰國會議員。
馬帝是當地旅遊服務中心的主任，出身門閥，長久以來夢想當個民意代表，但因為個性溫吞、不善言詞，父親阻撓他從政的夢。如今一夕參選，毫無勝算，所以財團只好派來了強大的選舉顧問提姆·華特利（迪倫·麥狄蒙飾）來輔佐馬帝，華特利手段高明，加上財團的銀兩攻勢，把馬帝的形象打造成為一個精明而誠實的政治家，並使用大量的怪招攻擊坎姆，馬帝民調扶搖直上。
不久，馬帝洞悉了財團陰謀，原來扶植他的財團與中國奸商勾結，打算使政府同意他們聘用廉價的中國勞工、傾銷中國的貨品，馬帝認為這會造成當地人失業，不願同意這種卑劣的政策。誰料財團立刻改為支持坎姆，馬帝民調一落千丈，選戰更加白熱化，結局令人意想不到。